# Niní Marshall
Niní Marshall, pseudonimo di Marina Esther Traverso (Buenos Aires, 1º giugno 1903 – Buenos Aires, 18 marzo 1996), è stata una comica, attrice e sceneggiatrice argentina, soprannominata La Chaplin con la gonna e La signora della comicità..

## Biografia
Nacque da Pedro e María Ángela Traveso, una famiglia benestante di Rosario, nel 1903. Perdendo suo padre all'età di due mesi, venne allevata da sua madre, che la chiamava affettuosamente "Niní". Si trasferirono a Buenos Aires, nel quartiere di Caballito, quando Niní era adolescente, e iniziò la sua carriera nel settore della pubblicità. Incontrò l'ingegnere Felipe Edelman, al suo ultimo anno di scuola superiore, e si sposarono nel 1922, pochi mesi dopo la nascita della loro unica figlia Ángeles. Tuttavia la felice occasione fu seguita dalla morte prematura della madre, una tragedia aggravata dal caduta di Felipe Edelman nel gioco d'azzardo. Di fronte alla rovina economica, la coppia si separò poco dopo e lei si risposò.
Nel 1933 la Traverso utilizzo la sua esperienza nella pubblicità assicurandosi un lavoro presso La Novela Semanal, una rivista femminile per il tempo libero. Contribuì al varietà Sintonía come critica e pubblicitaria dello spettacolo fino al 1934 e apparve in numerosi altri programmi radiofonici. Prolifica scrittrice multilingue, iniziò a firmare i suoi articoli con lo pseudonimo di "Mitzi". Debuttò poi come cantante su Radio Municipal nel 1936, e incontrò il suo secondo marito Marcelo Salcedo. Iniziò presto ad apparire nei teatri di Buenos Aires, dove sviluppò due personaggi satirici, Cándida e Catita; da allora utilizzò lo pseudonimo "Niní Marshall."

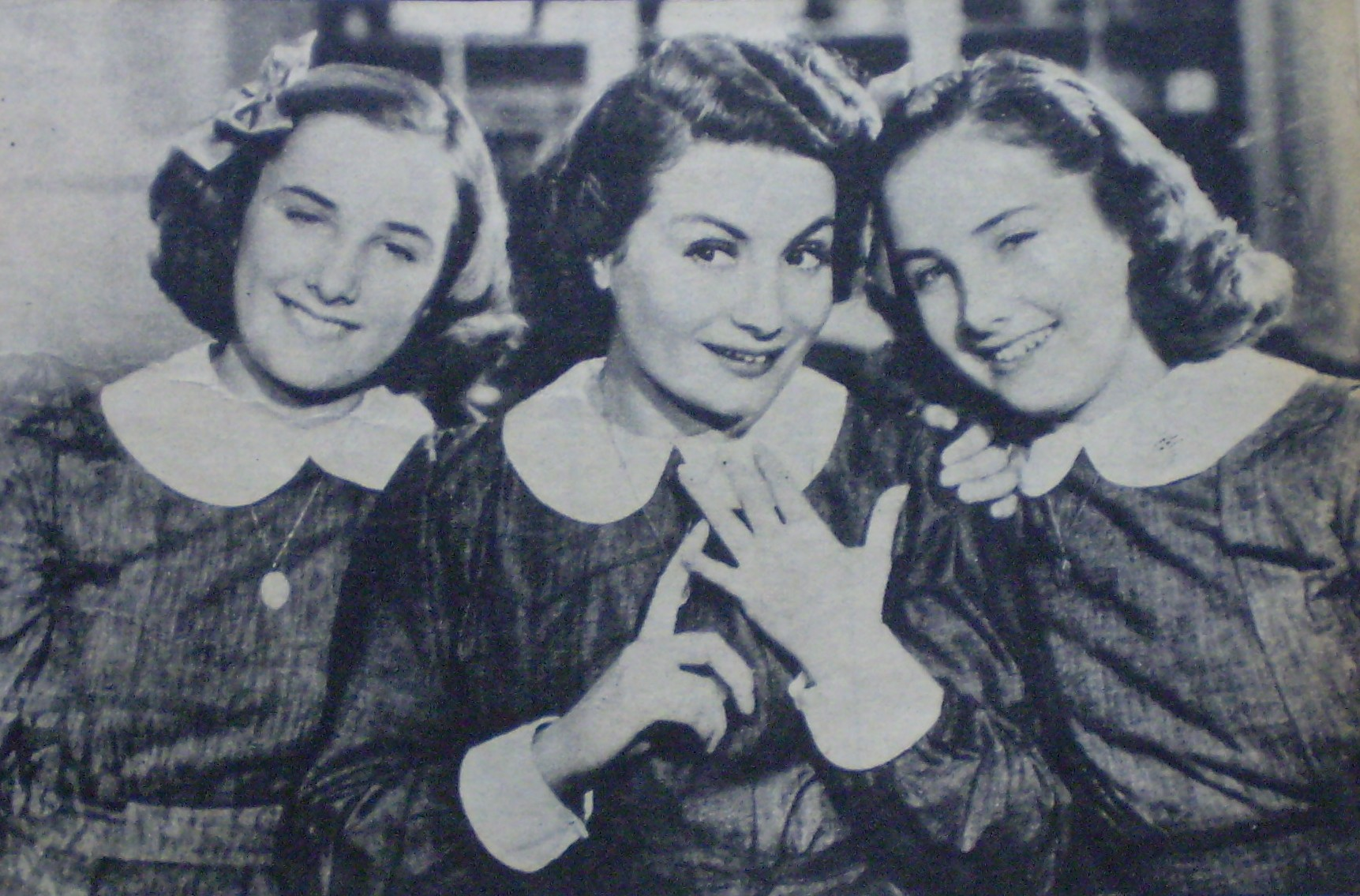
Niní Marshall con Silvia e Mirtha Legrand in Hay que educar Niní (1940).

Grazie a questi ruoli ricevette il premio Sensación Radiofónica nel 1937 per il suo lavoro in Sintonía e firmò un contratto con gli Studi Lumiton di Enrique Susini nel 1938. Rifacendosi al successo del suo personaggio "Catita" (una cuoca italo-argentina), Mecha Ortiz e Tito Lusiardo (i datori di lavoro di Catita) in Mujeres que trabajan, ricevette un'offerta, l'anno successivo, per interpretare il personaggio di Cándida (un'anziana cameriera galiziana), per la quale scrisse anche la sceneggiatura.
Tuttavia, i suoi personaggi, dotati di con un forte accento, e l'uso dell'umorismo etnico ebbero diversi detrattori. Il governo conservatore, al potere in Argentina all'epoca, ordinò la sua messa al bando dalla radio nel 1940 e, nel 1943, il dittatore appena insediato Pedro Ramírez la mise al bando dal cinema, con l'accusa di "deformare la lingua", portando così al suo esilio in Messico. Tra i principali film, interpretò Catita o Cándida in numerosi altri film e recitò in altri ruoli comici come l'adattamento di Conrado Nalé Roxlo di Madame Sans Gêne di Victorien Sardou nel 1945.
Dopo il rovesciamento di Juan Perón del 1955, la Marshall tornò in Argentina e recitò, nel suo primo ruolo post esilio, in Catita es una dama di Julio Saraceni. Continuando a esibirsi in radio e teatro, creò numerosi altri personaggi comici, tra cui: Cosme, Doña Caterina, Doña Pola, Mingo, l'aristocratica Mónica Bedoya Hueyo de Picos Pardo Unzué Crostón, Niña Jovita, Pedantina, Sabelotodo e Ursilina (tutte satire di tipi stereotipati argentini e alcuni di alcuni personaggi maschili). Il suo lavoro nel teatro contribuì a far emergere giovani colleghi come Zully Moreno, Enrique Pinti, Antonio Gasalla e Juan Carlos Altavista, oltre al successo di opere teatrali come Coqueluche (con Thelma Biral) e un monologo del 1972, Y se nos fue redepente.
Nel suo ultimo ruolo cinematografico recitò al fianco del comico veterano Luis Sandrini in Qué linda es mi familia! (La mia famiglia è bellissima!). Filmato, del 1980, su una tranquilla coppia di anziani sarebbe stata l'ultima fatica di Sandrini. Conseguì un Konex Award nel 1981, e si ritirò dal mondo dello spettacolo l'anno seguente. Scrisse le sue memorie nel 1985 e riapparve brevemente in teatro per un amico, il drammaturgo Antonio Gasalla, nel 1988. L'acclamato ruolo le valse il riconoscimento di Illustre cittadino di Buenos Aires nel 1989. Il premio non le venne consegnato dal sindaco, ma dal neoeletto presidente Carlos Menem, il quale si scusò con lei per la persecuzione dovette sopportare quarant'anni prima. I divi del cinema argentino Norma Aleandro e Alfredo Alcón la premiarono con un Lifetime Achievement Award nel 1992 e le revisioni teatrali delle sue opere furono prodotte dal 1992 al 1995 a livello locale e a Parigi, incluse due opere scritte in suo onore.
La grande dame della comicità argentina, Niní Marshall, morì a Buenos Aires nel 1996 all'età di 92 anni.

## Filmografia
- Women Who Work (1938)
- Cándida (1939)
- Divorce in Montevideo (1939)
- Marriage in Buenos Aires (1940)
- Honeymoon in Rio (1940)
- Educating Niní (1940)
- Los celos de Cándida (1940)
- I Want to Be a Chorus Girl (1941)
- Candida, Millionairess (1941)
- Girls Orchestra (1941)
- La mentirosa (1942)
- Carmen (1943)
- Candida, Woman of the Year (1943)
- Madam Sans Gene (1945)
- Saint Candida (1945)
- Mosquita muerta (1946)
- Buenos Aires Sings (1947)
- The Headless Woman (1947)
- Christmas with the Poor (1947)
- Porteña de corazón (1948)
- Mujeres que bailan (1949)
- Una gallega en México (1949)
- I'm Not Mata Hari (1949)
- A Galician Dances the Mambo (1950)
- La alegre casada (1950)
- Los enredos de una Gallega (1951)
- Mi campeón (1952)
- Amor de locura (1953)
- Dios los cría (1954)
- Una gallega en La Habana (1955)
- Catita es una dama (1956)
- Cleopatra Was Candida (1964)
- Ya tiene comisario el pueblo (1967)
- Scandal in the Family (1967)
- Story of a Poor Young Man (1968)
- Vamos a soñar por el amor (1971)
- My Family's Beautiful! (1980)